# Санта-Марія (Серпа)
Санта-Марія (порт. Santa Maria; МФА: [ˈsɐ̃.tɐ mɐ.ˈɾi.ɐ]) — парафія в Португалії, у муніципалітеті Серпа. Розташована в південній частині країни, на теренах історичної португальської провінції Алентежу. Входить до складу округу Бежа. За адміністративним поділом, чинним до 1976 року, терени парафії були складовою провінції Нижнє Алентежу. Належить до Безької діоцезії Католицької церкви. Патрон — Діва Марія. Площа — 154,5885 км². Населення — 1909 ос. (2011). Слабо урбанізований регіон. Густота населення — 12,35 осіб/км²
. Код — 021305.

## Населення
| Кількість мешканців | Кількість мешканців | Кількість мешканців | Кількість мешканців | Кількість мешканців | Кількість мешканців | Кількість мешканців | Кількість мешканців | Кількість мешканців | Кількість мешканців | Кількість мешканців | Кількість мешканців | Кількість мешканців | Кількість мешканців | Кількість мешканців |
| ------------------- | ------------------- | ------------------- | ------------------- | ------------------- | ------------------- | ------------------- | ------------------- | ------------------- | ------------------- | ------------------- | ------------------- | ------------------- | ------------------- | ------------------- |
| 1864                | 1878                | 1890                | 1900                | 1911                | 1920                | 1930                | 1940                | 1950                | 1960                | 1970                | 1981                | 1991                | 2001                | 2011                |
| 2 946               | 3 163               | 2 876               | 3 138               | 3 775               | 3 664               | 5 421               | 4 812               | 5 107               | 4 603               | 3 685               | 3 080               | 2 444               | 2 184               | 1 868               |